# Hypercompe tenella
Hypercompe tenella là một loài bướm đêm thuộc phân họ Arctiinae, họ Erebidae.